# Komma-uil
De komma-uil (Leucania comma, synoniemen : Aletia comma en Mythimna comma) is een nachtvlinder uit de familie Noctuidae (uilen). De vlinder heeft een voorvleugellengte van 16 tot 19 millimeter. De soort komt verspreid over Europa voor. De soort overwintert als rups.

## Waardplanten
De komma-uil heeft allerlei grassen, met name kropaar, als waardplanten.

## Voorkomen in Nederland en België
De komma-uil is in Nederland een gewone soort. In België is het een niet zo gewone soort. De vlinder kan verspreid over het hele gebied worden gezien. De vliegtijd is van halverwege mei tot eind juli in één generatie.